# متحف الطيران (إسطنبول)
متحف الطيران أو متحف هواجيليك (بالتركية: Havacılık Müzesi)‏ هي قاعدة عسكرية تم تحويلها كمتحف في إستنبول. تتولى القوات الجوية التركية إدارته. تبلغ مساحته حوالي 65000 م².
يضم المتحف طائرات حربية متنوعة و طائرات هوليكوبتر وأسلحة كانت مستعملة من قبل سلاح الجوي التركي، بالإضافة إلى عربات نقل جوي مدني ومذكرات عديدة من تاريخ الطيران التركي.

## معرض الصور

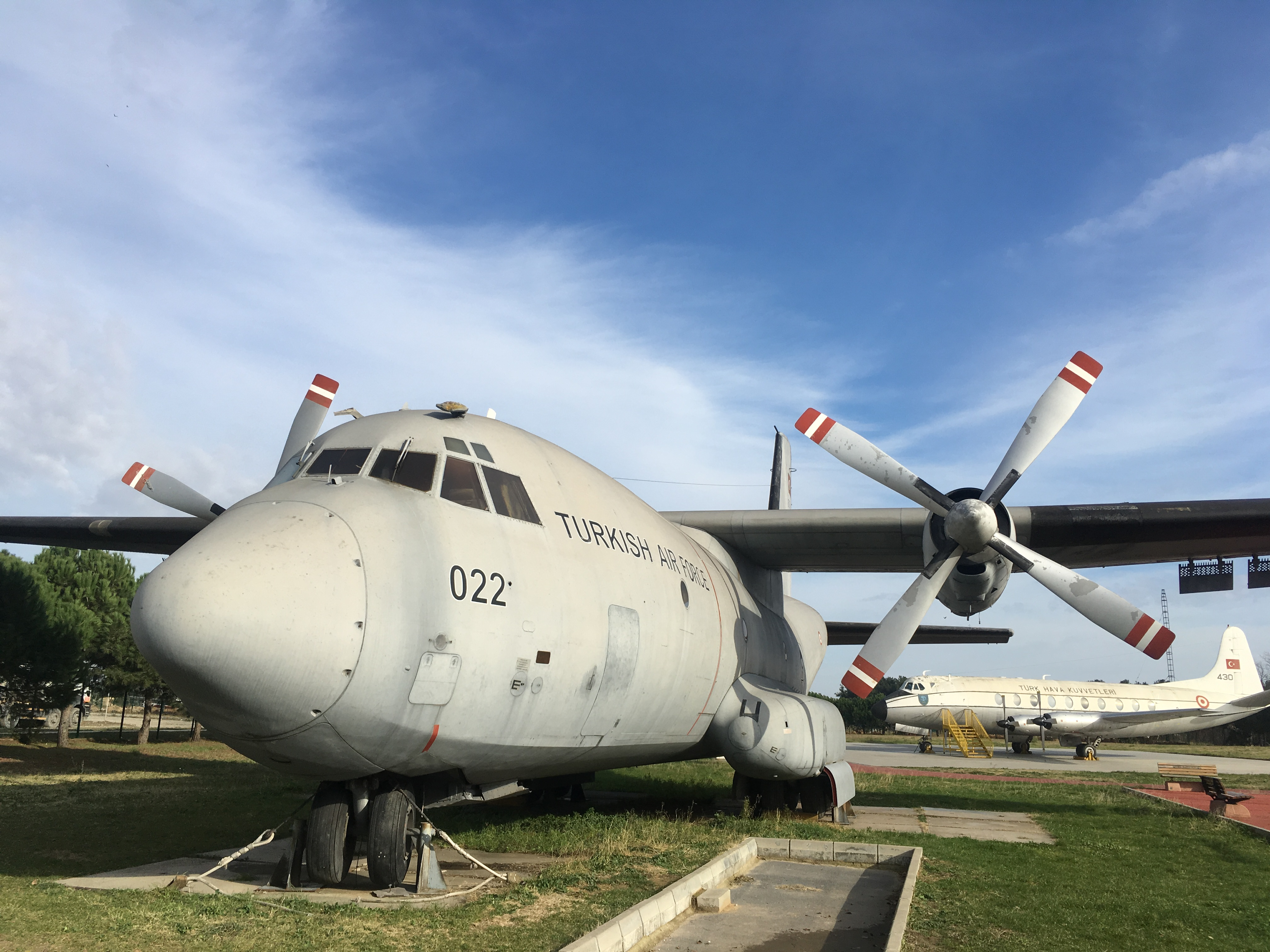
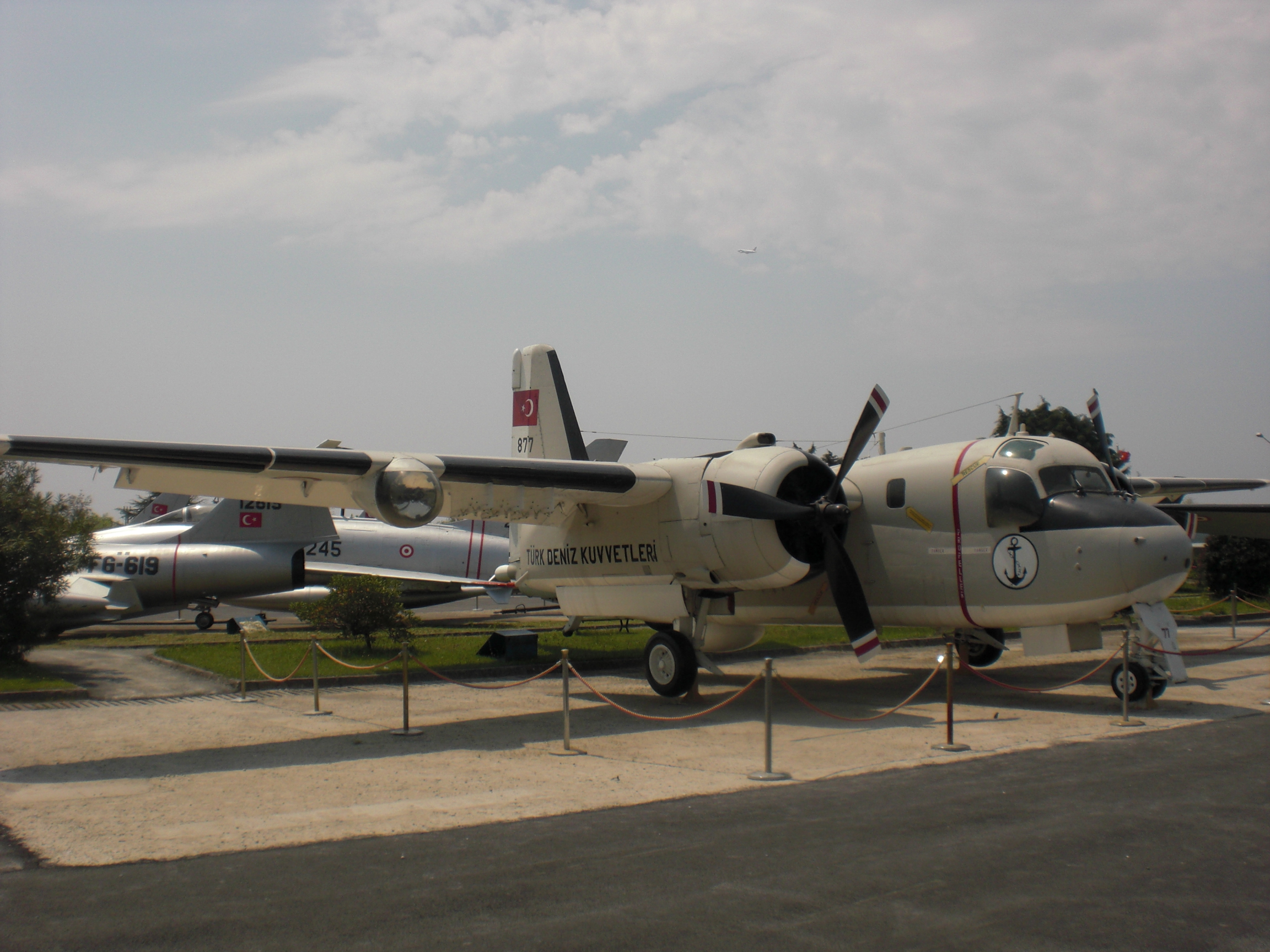
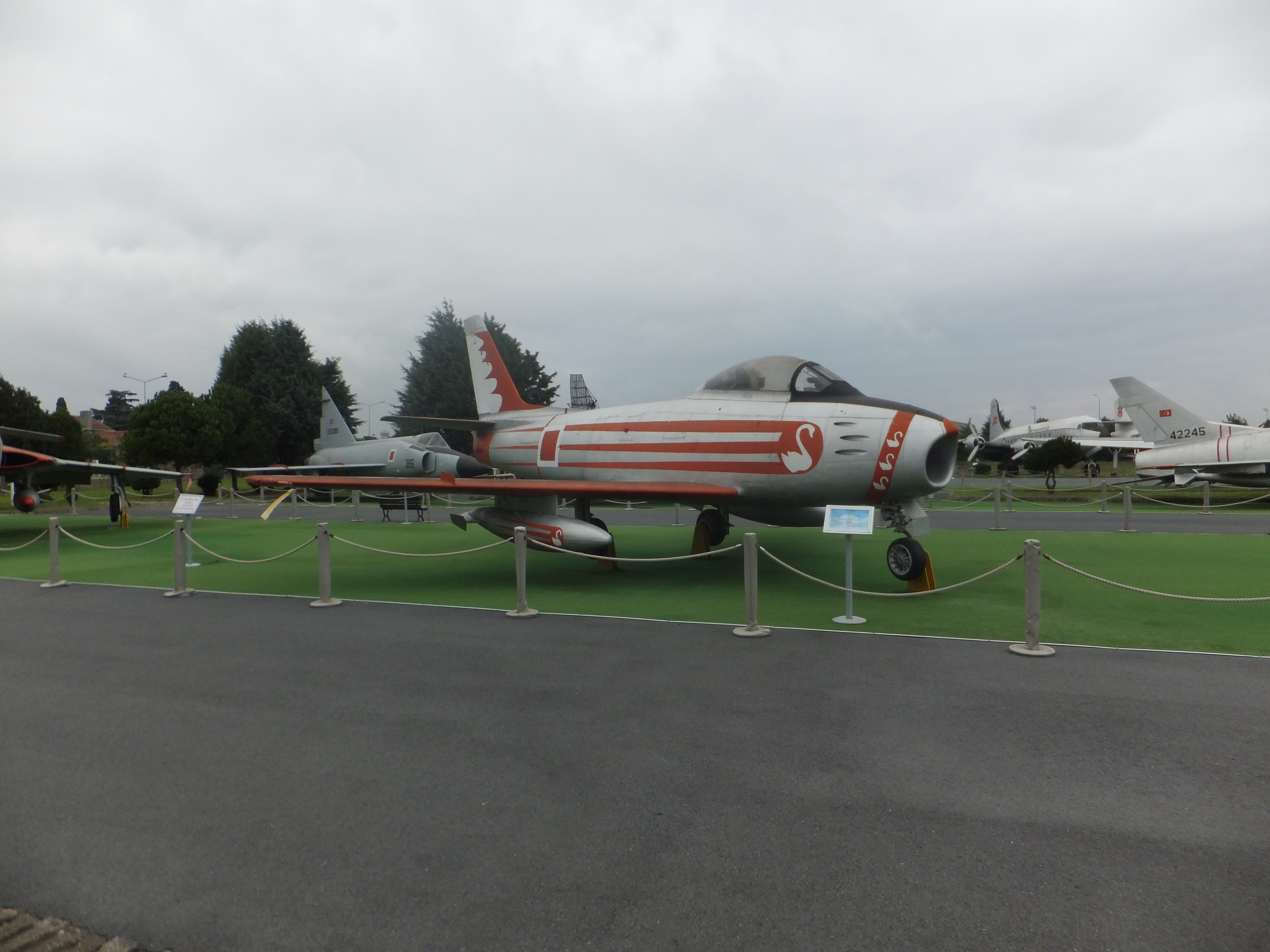
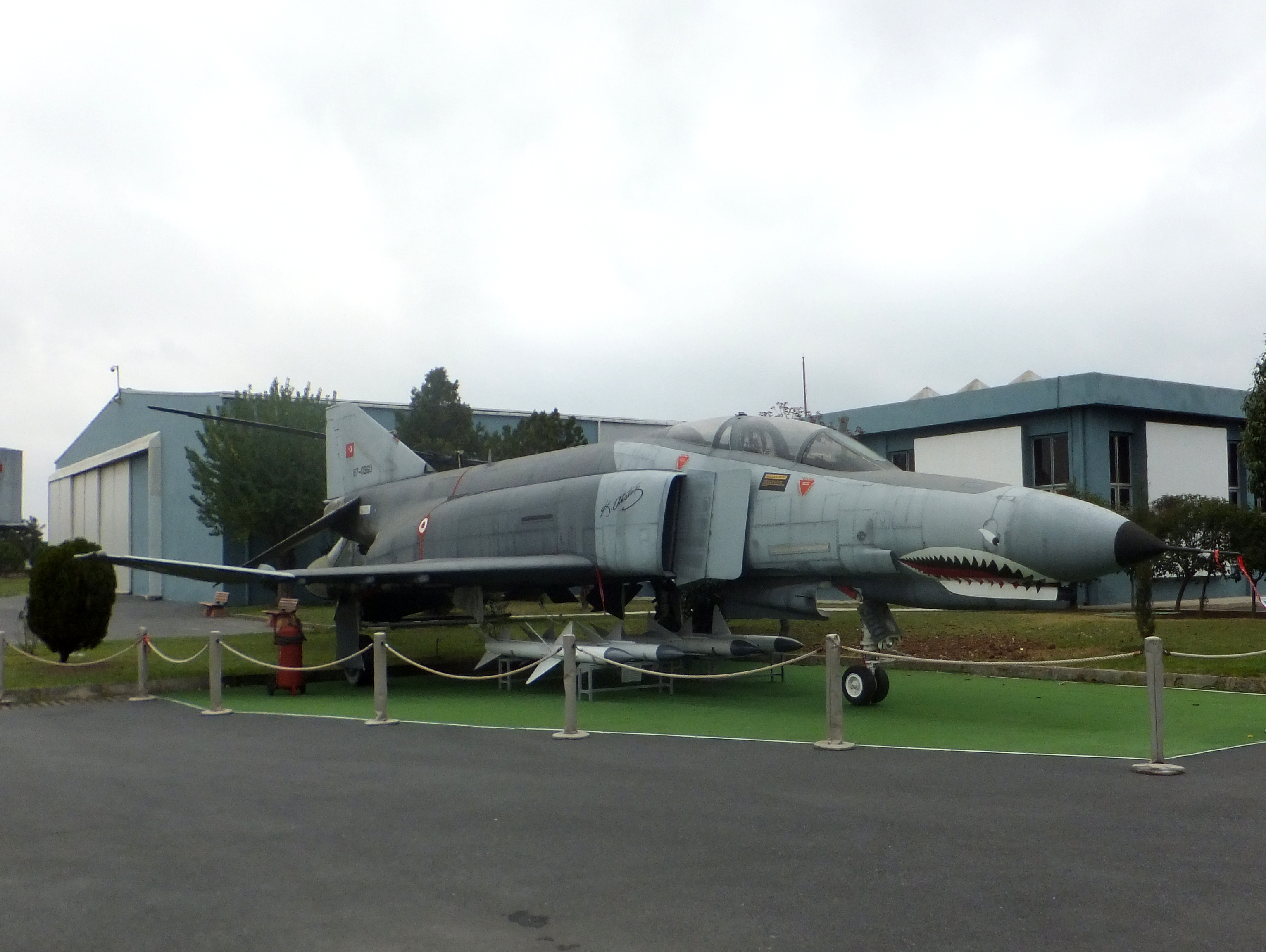